# Великият Зигфелд
„Великият Зигфелд“ (на английски: The Great Ziegfeld) е американски музикален филм, излязъл по екраните през 1936 година, режисиран от Робърт Леонард с участието на Уилям Пауъл, Мирна Лой и Луис Рейнър.

## Сюжет
Произведението представя възходите и паденията в кариерата на прославения продуцент, създател на ексцентрични сценични представления и вариететни спектакли Флорънс Зигфелд. Той е в основата на популярната в началото на 20 век в САЩ вариететна програма „Зигфелд Фоли“, играна на сцените на Бродуей, вдъхновена от френската Фоли Бержер.
Филмът е сред големите победители на деветата церемония по връчване на наградите „Оскар“ с номинации в седем категории от които спечелва три награди: за най-добър филм, най-добра хореография и най-добро изпълнение в главна женска роля за актрисата Луис Рейнър.

## В ролите
| Актьор         | Роля                               |
| -------------- | ---------------------------------- |
| Уилям Пауъл    | Флорънс Зигфелд                    |
| Мирна Лой      | Били Бърк                          |
| Луис Рейнър    | Анна Хелд                          |
| Франк Морган   | Джак Билингс                       |
| Фани Брайс     | като себе си                       |
| Вирджиния Брус | Одри Дейн                          |
| Реджиналд Оуен | Сампсън, счетоводителят на Зигфелд |
| Рей Болгар     | като себе си                       |
| Ърнст Косарт   | Сидни                              |
| Нат Пендълтън  | Юджин Сендоу                       |
| Хариет Хоктър  | като себе си                       |
| Херман Бинг    | шивачът на театрални костюми       |